# Doștat, Alba
Doștat (în dialectul săsesc Dirstet, în germană Thorstadt, Langenthal, Langendorf, în maghiară Hosszútelke) este satul de reședință al comunei cu același nume din județul Alba, Transilvania, România.

## Geografie
- AȘEZARE – localitatea Doștat este situată în partea sud-estică a județului Alba, în podișul Secașelor, la o distanță de 42 km de municipiul Alba Iulia, reședința județului, și la 27 km de Sebeș – orașul cel mai apropiat.
- ACCES – DJ 141D: Drasov – Boz – Doștat.

CADRUL NATURAL: 
Așezată în Podișul Secașelor, are un relief predominant colinar cuprins între 300 și 500 m. 
Varietatea reliefului, a florei și faunei precum și caracteristicile climatice o fac atractivă din punct de vedere turistic.
OBIECTIVE DE INTERES TURISTIC: 
• ARTA POPULARĂ 
• ARTIZANAT  
• INSTALAȚII TEHNICE POPULARE 
• MANIFESTĂRI FOLCLORICE, TRADIȚII  
- monument funerar – Ioan Comănici – cimitir 
• MUZEE, COLECȚII MUZEALE 
• TÂRGURI 
- târg de țară – sezonier
ASPECTE GEOLOGICE
Dispoziția rețelei hidrografice a dus la formarea teraselor și luncilor cu depunerile corespunzătoare. Depozitele cuaternare sunt reprezentate prin aluviunile grosiere din zonele de luncă și de terasa și prin depozitele deluviale și unele deluvii de alunecare care brodează zonele de terasă, făcând racordul cu versanții adiacenți.
RELIEFUL
Substratul litologic este alcătuit din roci dure (șisturi cristaline), acoperite de roci sedimentare, specific cristalinului. Unitățile geomorfologice, specifice teritoriului sunt lunca și colinele joase, cu versanți ondulați, cu diferite grade de înclinare și fragmentare.

Din peisajul natural nu lipsesc terasele joase sau abrupturile naturale care dau specific deosebit reliefului.
CLIMA
Teritoriul localității se înscrie în tipul de climat temperat-continental, specific regiunilor deluroase între 200 și 800 m.

Regimul termic este strict legat de altitudine și circulația maselor de aer. Iarna, temperaturile multianuale oscilează în jurul valorii de –2 grade. Primăvara, temperaturile medii lunare sunt mai ridicate cu 6-12 grade, iar toamna, mai coborâte cu 5-9 grade.

Variabilitatea anuală a temperaturii are caracter neperiodic, 2-4 grade. Cele mai mari abateri ale mediilor lunare se înregistrează iarna și primăvara, datorită circulației atmosferice mai intense. În funcție de temperaturile existente în timpul iernii, stratul de zăpadă poate persista până primăvara.
HIDROGRAFIA
Rețeaua hidrografică este reprezentată prin pârâul Doștat, afluent al pârâului Spring. Amonte de confluența acestora, întreaga vale a Doștatului, largă, cu o luncă bine dezvoltată, a fost amenajată piscicol, astfel că în prezent poate fi întâlnită o salbă de lacuri și bălți, însoțite, pe alocuri, de zone umede, deosebit punct de atracție pentru turiști și pescari.
VEGETAȚIA – FAUNA – SOLURILE
Vegetația este specifică zonelor de dealuri colinare și luncă. Vegetația forestieră este modest reprezentată prin stejar (Quercus robur), arțar tătărăsc (Acer tataricum), mai puțin brad și pin.
Suprafețe relativ întinse ocupă pajiștile naturale din luncă și de pe versanți cu expunere estică și nordică. Acestea sunt pajiști stepizate cu păiuș stepic (Festuca rupicola), rogoz (Carex humilis), colilie (Stipa lessingiana). În cadrul vegetației naturale mai distingem ghiocelul (Galantus nivalis), vioreaua (Scilia biofila), lăcrămioara (Convalaria majalis), ciuperci, bureți galbeni, bureți iuți, ghebe etc.
În cadrul vegetației ierboase mai amintim pelinul (Artemisia), macul (Papaver orientalis), ruscuța de primăvară (Adonis vernalis), mohorul (Gallium verum).

Fauna este reprezentată prin mamifere; iepuri, vulpi, dihori, lupi, nevăstuici, porcul mistreț, căprioare; păsări: cucuveaua, coțofana, vrabia, rața sălbatică etc.

Solurile reprezentative sunt cele de luncă, aluvionare, solurile acide, brune, solurile gleziate, regosolurile, negru de fâneață, podzolurile cu fertilitate, în general moderată.
ASPECTE DE GEOGRAFIA POPULAȚIEI
Satul Doștat este compus din  248 gospodării; în satul Boz – 157 gospodării. În sat funcționează o școală generală și o grădiniță, un cămin cultural, o bibliotecă, un dispensare uman și un dispensar veterinar.

Casele își păstrează, în general, tipologia veche, de influență săsească, cu porți mari și curți închise. Reprezentative pentru interiorul casei țărănești sunt covoarele din lână de oaie, țesute în diverse culori și forme.

## Istoric
În perioada interbelică a făcut parte din plasa Miercurea Sibiului, în cadrul județului Sibiu (interbelic).

Străveche așezare românească, satul Doștat este atestat documentar din anul 1320. După o monografie a satului Doștat aflată în păstrarea Muzeului de Istorie a municipiului Sebeș, la 1348, hotarul Doștat și Boz era în proprietatea a doi frați, Valentin și Ștefan. Valentin avea doi fii, Paul și Olar, iar Ștefan avea un singur fiu, Johan. Locuitorii comunei Boz au încuviințat proces împotriva lui Valentin și Ștefan, iar în anul 1370 Valentin și Ștefan au cerut de la Convent Cals Manost să se judece procesul de mai sus și să se facă hotar între Doștat și Boz.

Începând cu anul 1350 aceste localități s-au colonizat cu sași, care au părăsit satul Doștat prin anul 1500, dar au lăsat o vie amprentă atât asupra denumirii satului Doștat, care se traduce prin “Poarta orașului – Poarta cetății”, cât și asupra obiceiurilor.

Din punct de vedere economic, se poate spune că ocupația de bază era creșterea animalelor și cultivarea cerealelor, ocupație prelungită până în zilele noastre, din cauza terenului colinar și păduros, luncile fiind mai puțin reprezentate în această zonă.

Ca mod de stratificare a populației, cam prin anii 1900, se precizează în documentele vremii că existau numai două clase și anume boierii care posedau pământ și vite mai multe și țăranii care aveau pământ puțin, nu le ajungea pentru traiul zilnic și lucrau în parte pământul boierilor.

Locuitori ai satului Doștat au participat la cele două războaie mondiale, precum și la Marea Unire din 1918.

Viața economică între cele două războaie mondiale își urmează cursul obișnuit, ocupația de bază fiind tot creșterea animalelor, iar în gospodăriile particulare, femeile se ocupau cu confecționarea hainelor, mai ales din lână, importante fiind covoarele din lână de oaie care se mai fac și acum în diverse culori și forme. Apar și meserii noi ale particularilor, care se ocupau de fierărie, tâmplărie, covăcie, precum și mici comercianți.

Populația era mult legată de biserică și de școală. În satul Doștat, biserica datează din anul 1866. Este acoperită cu țiglă și zidită din piatră și cărămidă, având un singur turn de cca. 20 m, patru geamuri și două clopote
Se menționează că parohia Doștat, fiind o parohie compactă, greco-catolică, în anul 1948 după desființarea Bisericii Greco-Catolice credincioșii au fost trecuți la Biserica Ortodoxă.

## Demografie
La recensământul din 1930 au fost înregistrați 1.535 locuitori, dintre care 1.516 români, 14 țigani, 4 germani ș.a. Sub aspect confesional populația era alcătuită din 1.521 greco-catolici, 10 ortodocși și 4 luterani.

## Imagini

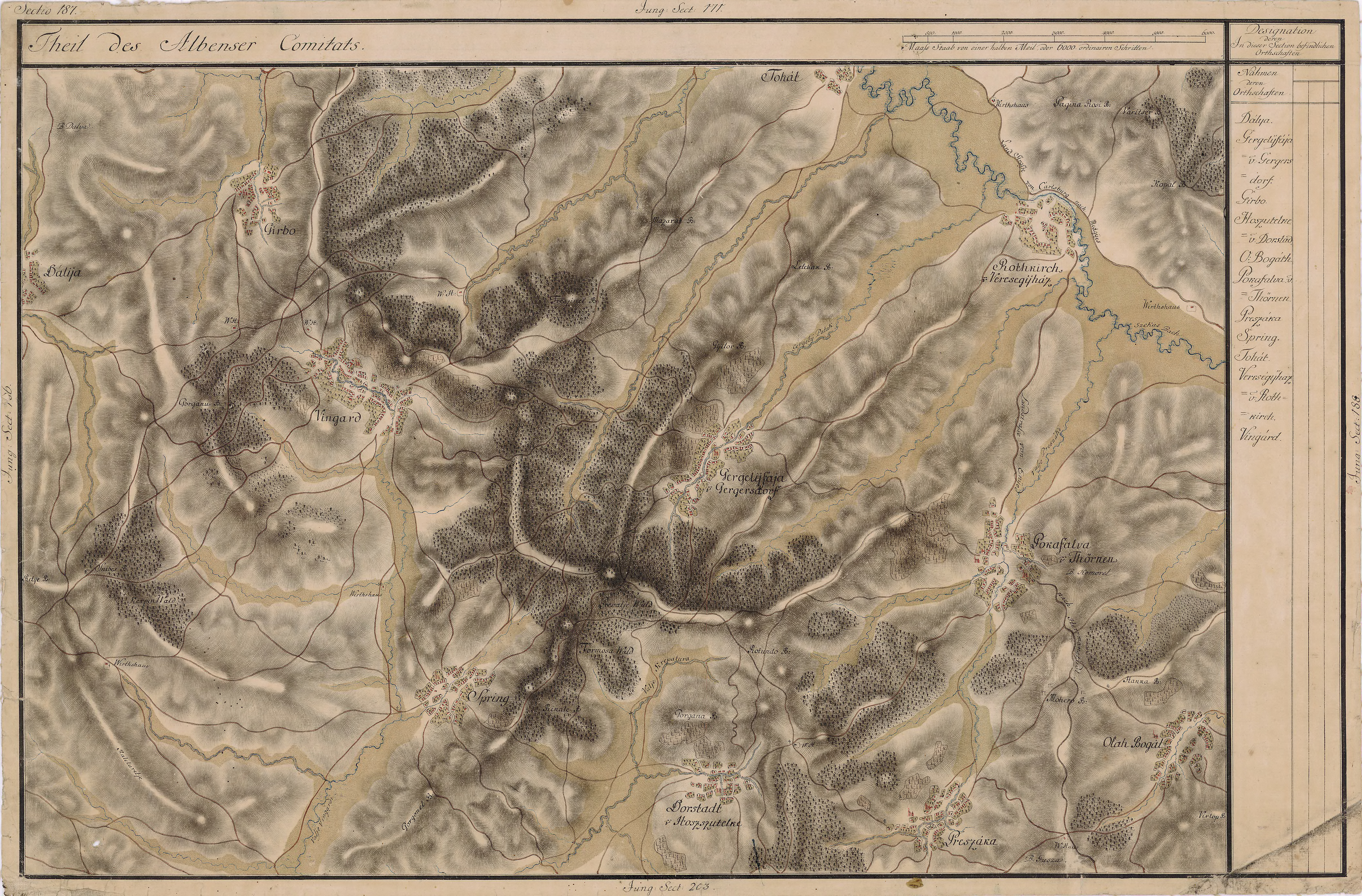
Doștat în Harta Iosefină a Transilvaniei, 1769-1773
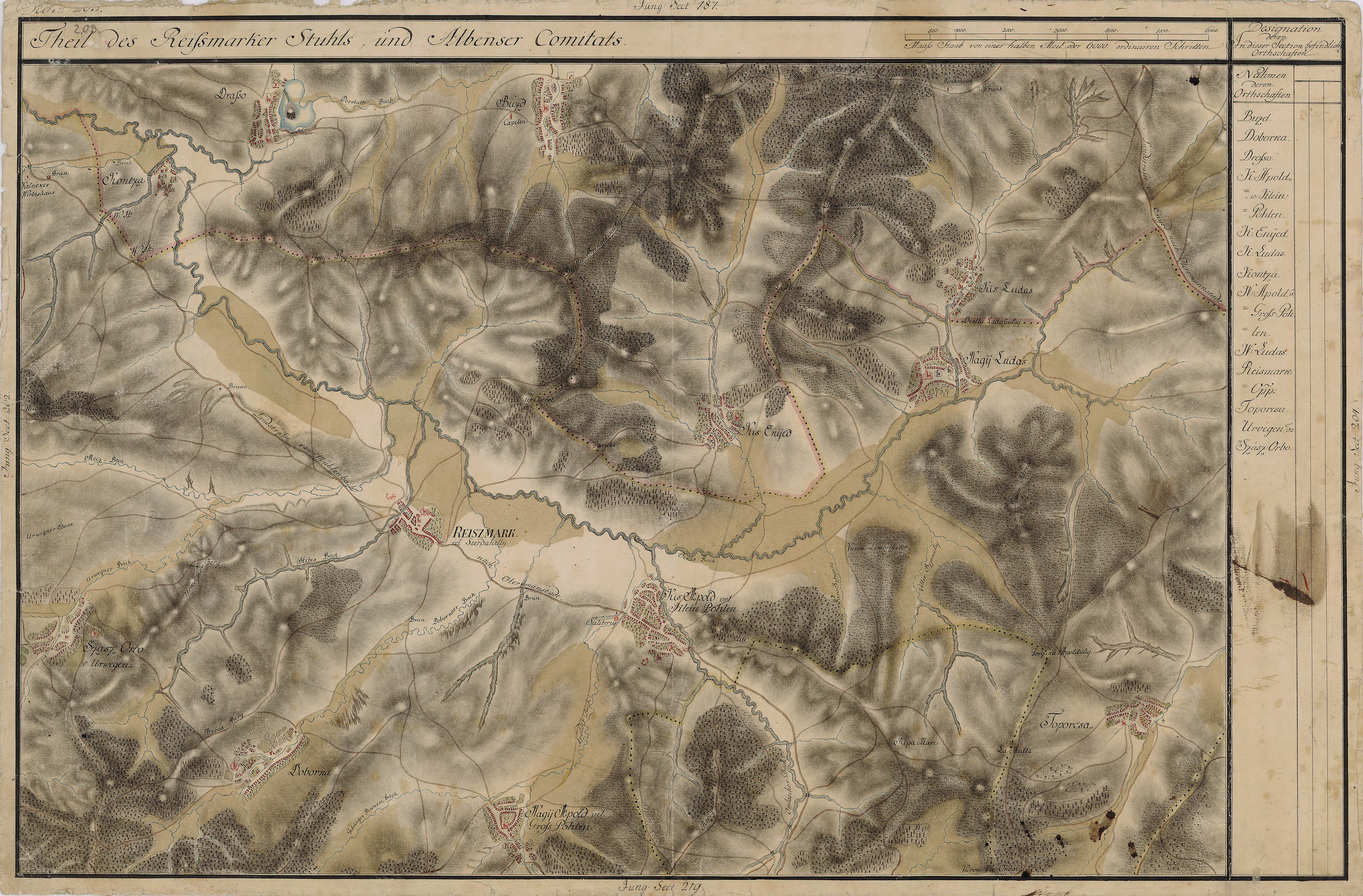
Doștat în Harta Iosefină a Transilvaniei, 1769-1773
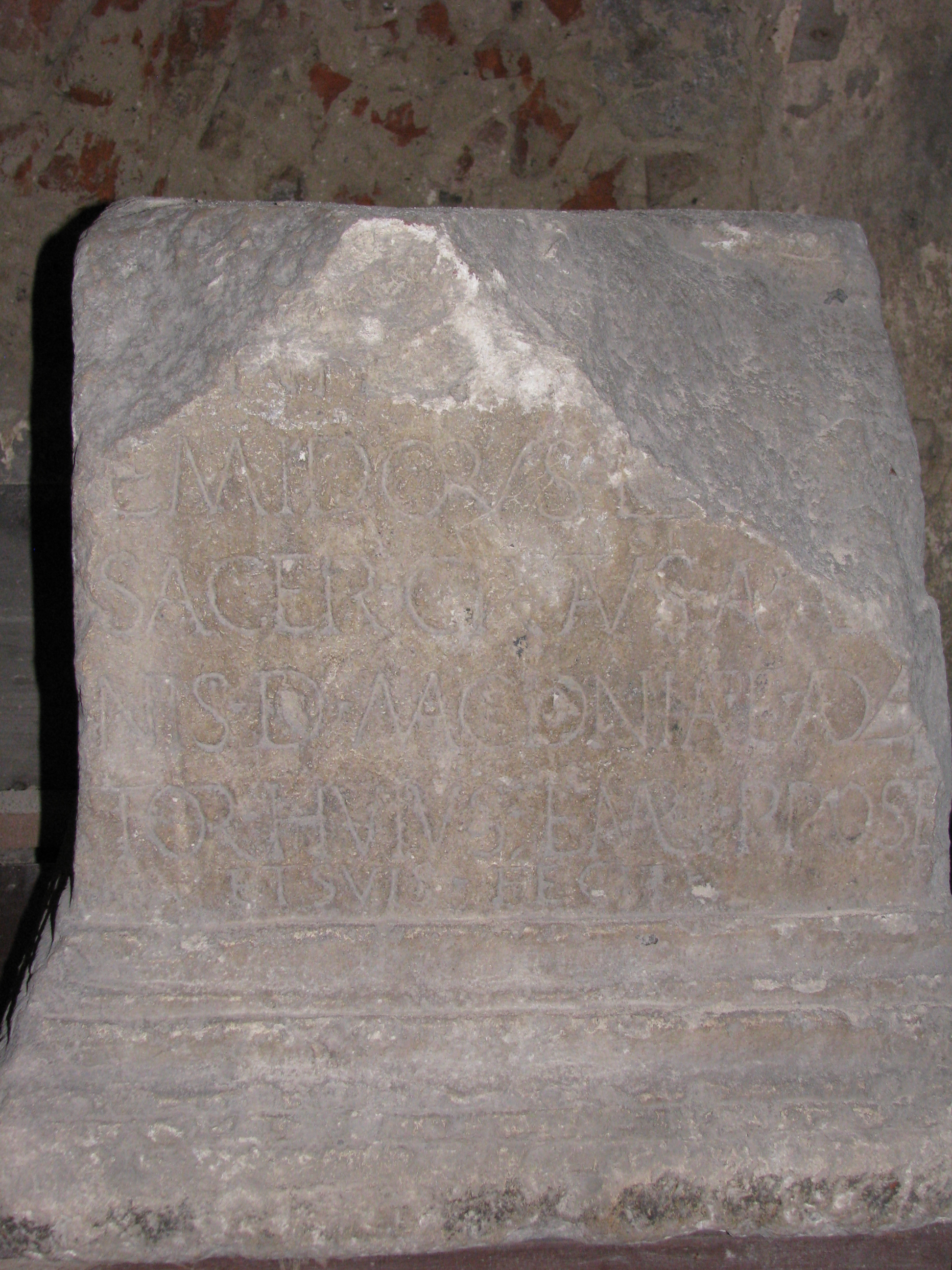
Inscripție votivă romană descoperită la Doștat - Acum la Muzeul de Istorie Aiud